# Tania Díaz
Tania Díaz   (Caracas, 18 de juny de 1963) és una periodista i política veneçolana. És diputada a l'Assemblea Nacional de Veneçuela pel Partit Socialista Unit de Veneçuela (PSUV) en el Districte Capital, a més de exercir-se com constituent i primera vicepresidenta de l'Assemblea Nacional Constituent de Veneçuela.

## Biografia
Tania Díaz va ser redactora en cap de l'agència Venpres, conductora d'espais d'opinió a Ràdio Nacional de Veneçuela, periodista del diari El Correo, i el 2012 conductora de canal de televisió estatal Venezolana de Televisión.
El 2010 va ser nomenada com a ministra de comunicació i informació de Veneçuela per substituir Blanca Eekhout, però és elegida com a diputada a l'Assemblea Nacional el juny. És succeïda per Mauricio Rodríguez.
El 2 de febrer de 2012 és juramentada com a diputada principal a l'Assemblea Nacional per substituir Cilia Flores, quan Flores és designada com a Procuradora General.
El 5 de gener de 2018, Tania Díaz és nomenada com a primera vicepresidenta de l'Assemblea Nacional Constituent.